# Bouka (Bénin)
Bouka est l'un des six arrondissements de la commune de Kalalé dans le département du Borgou au Bénin.

## Géographie
L'arrondissement de Bouka est situé au nord-est du Bénin et compte 9 villages que sont Bouka, Bouka-gando, Bouka -peulh, Gbassi, Gberougbassi, Gbessassi-bouka, Gnelboukatou, Kourei et Seregourou.

## Démographie
Selon le recensement de la population de 2013 conduit par l'Institut national de la statistique et de l'analyse économique (INSAE), Bouka compte 43616 habitants  .